# Ридомиль

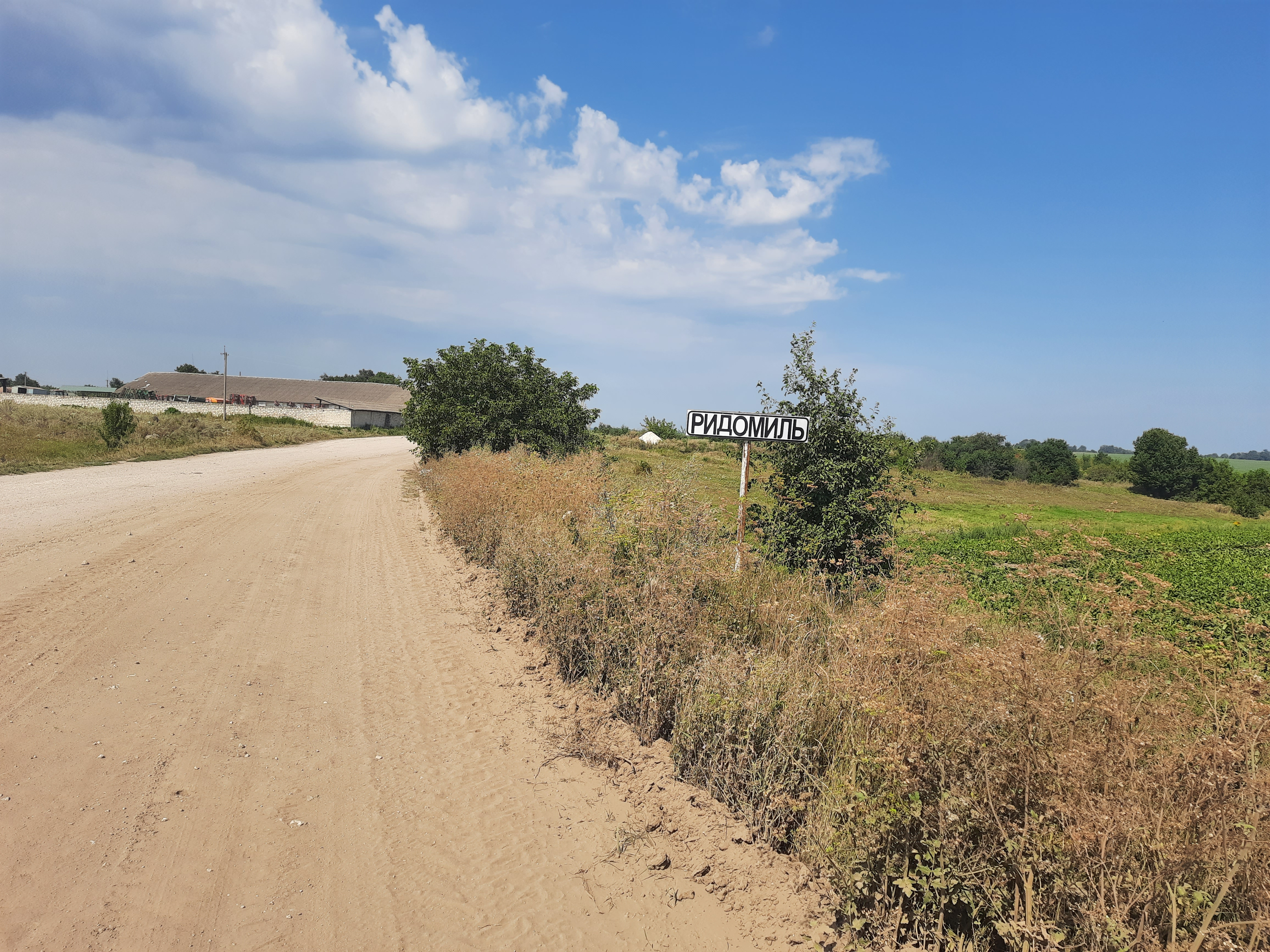
Дорожній знак при в'їзді в село

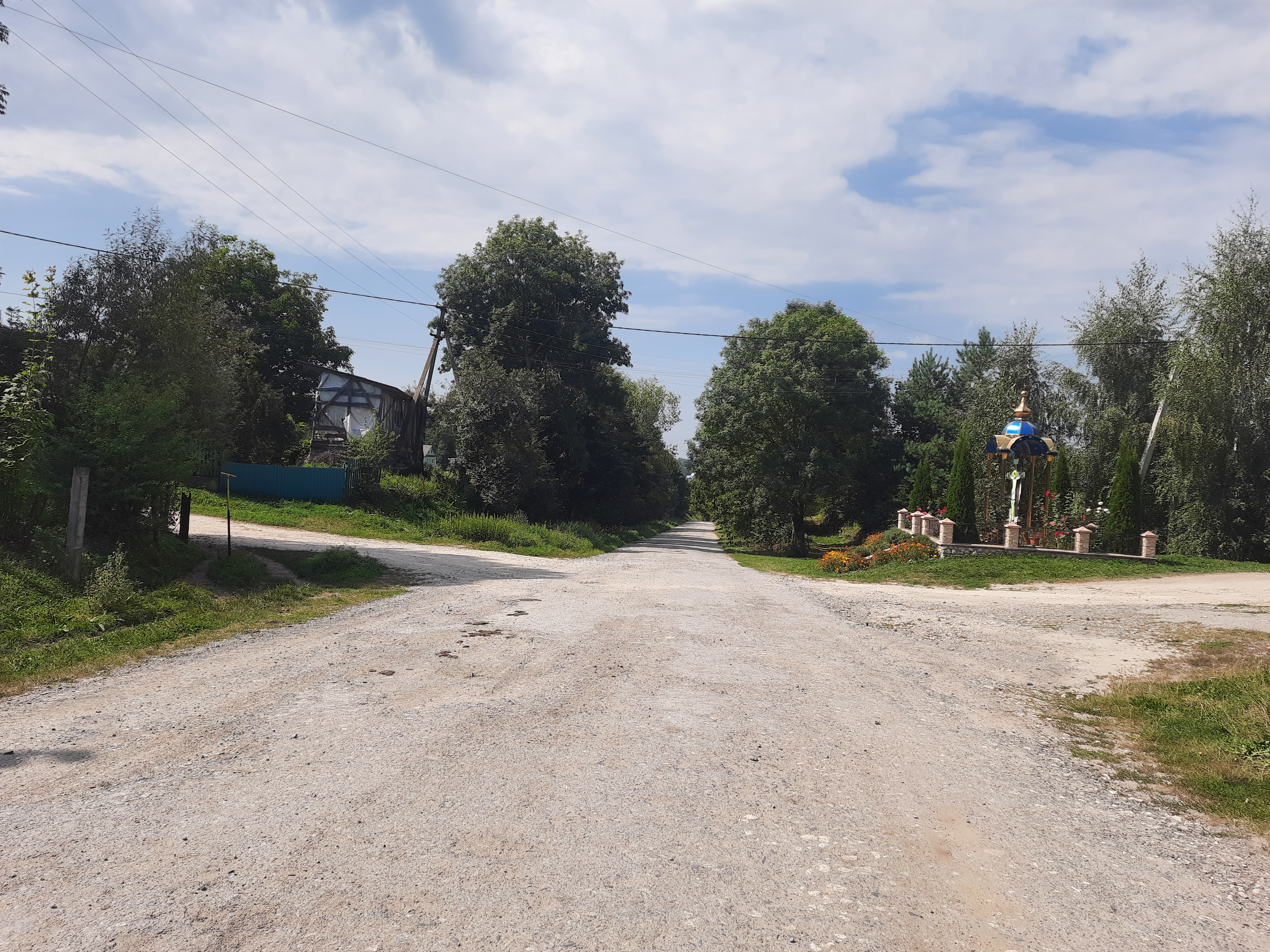
Сільська вулиця

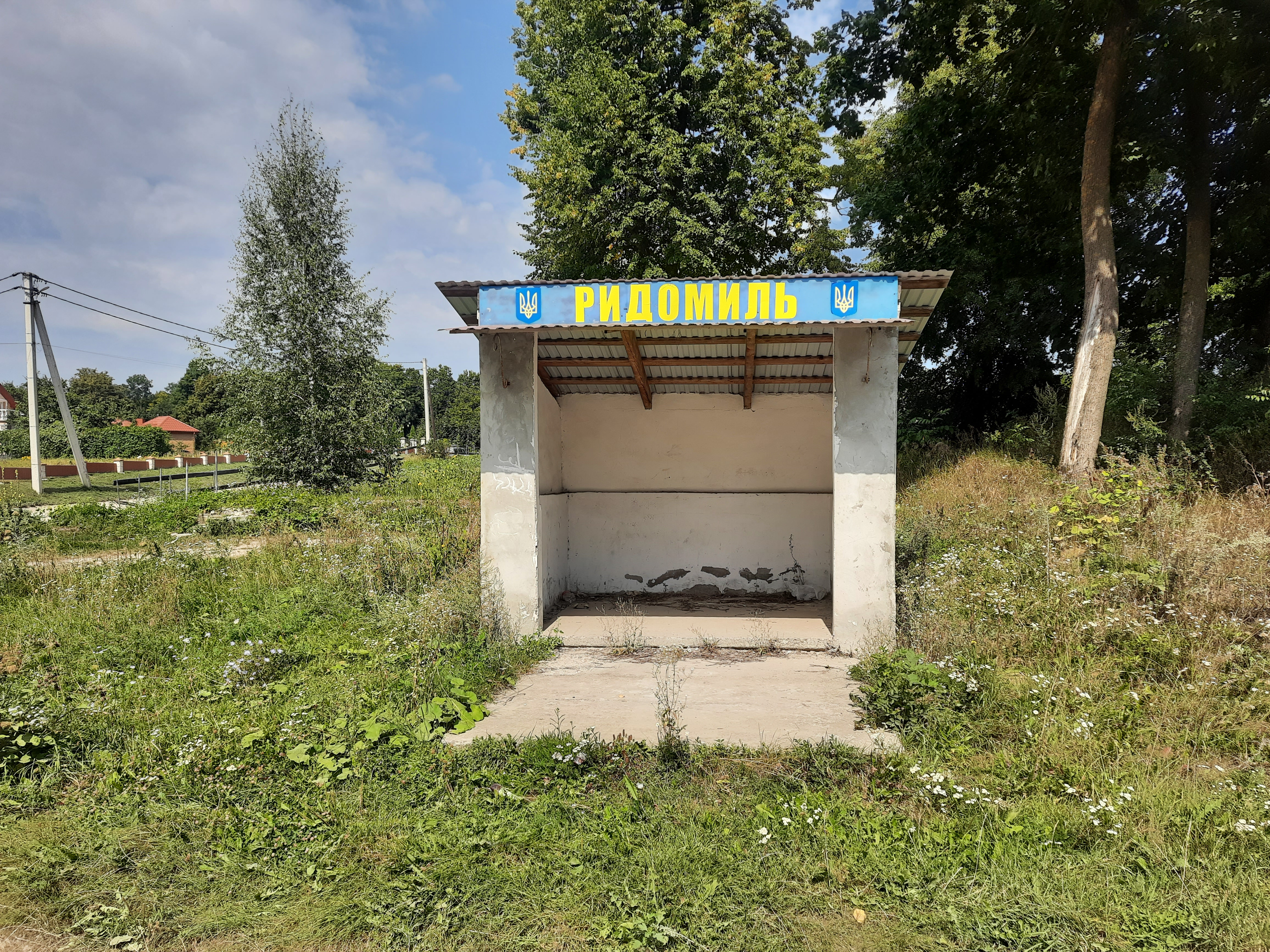
Автобусна зупинка

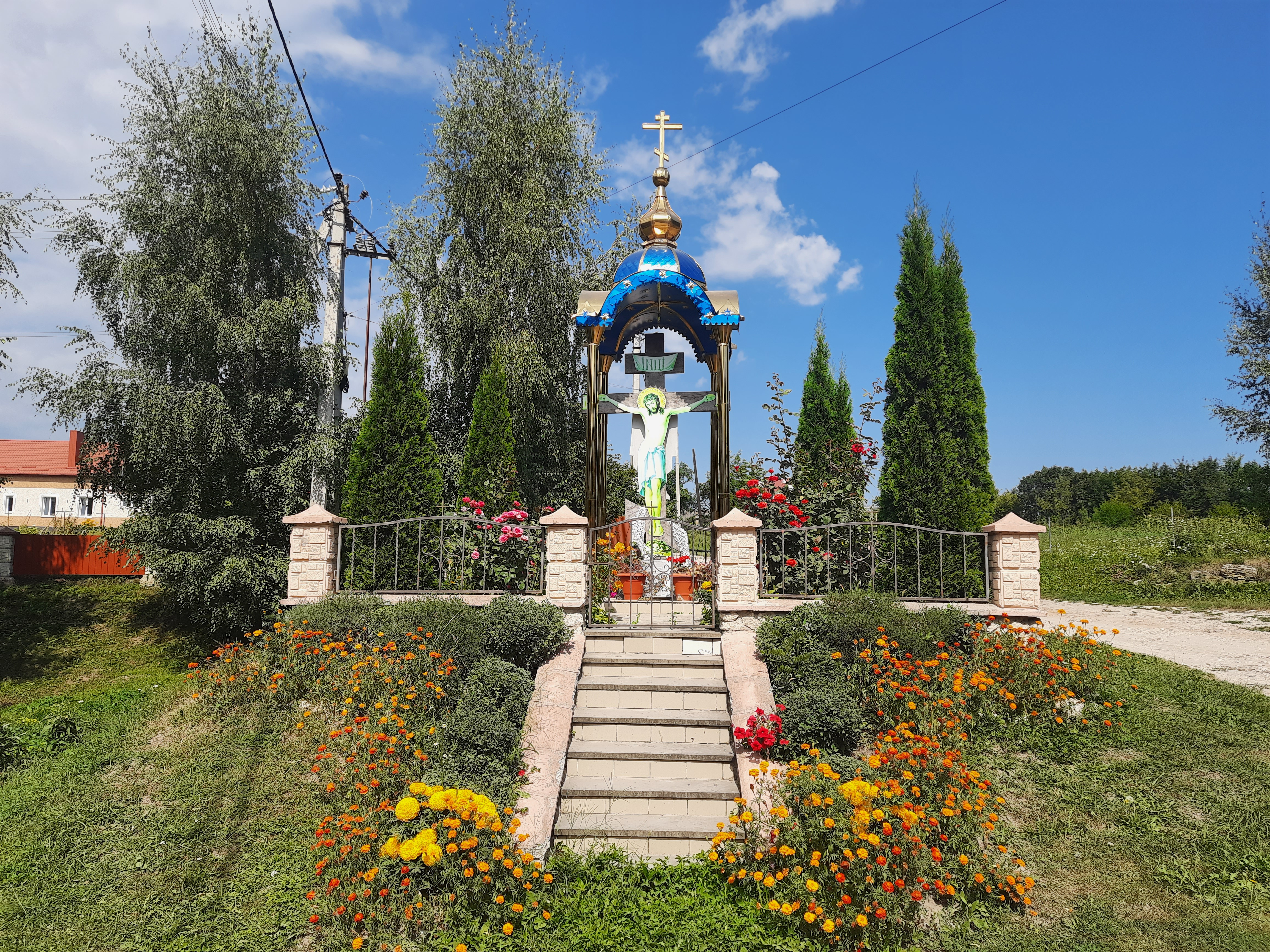
Капличка

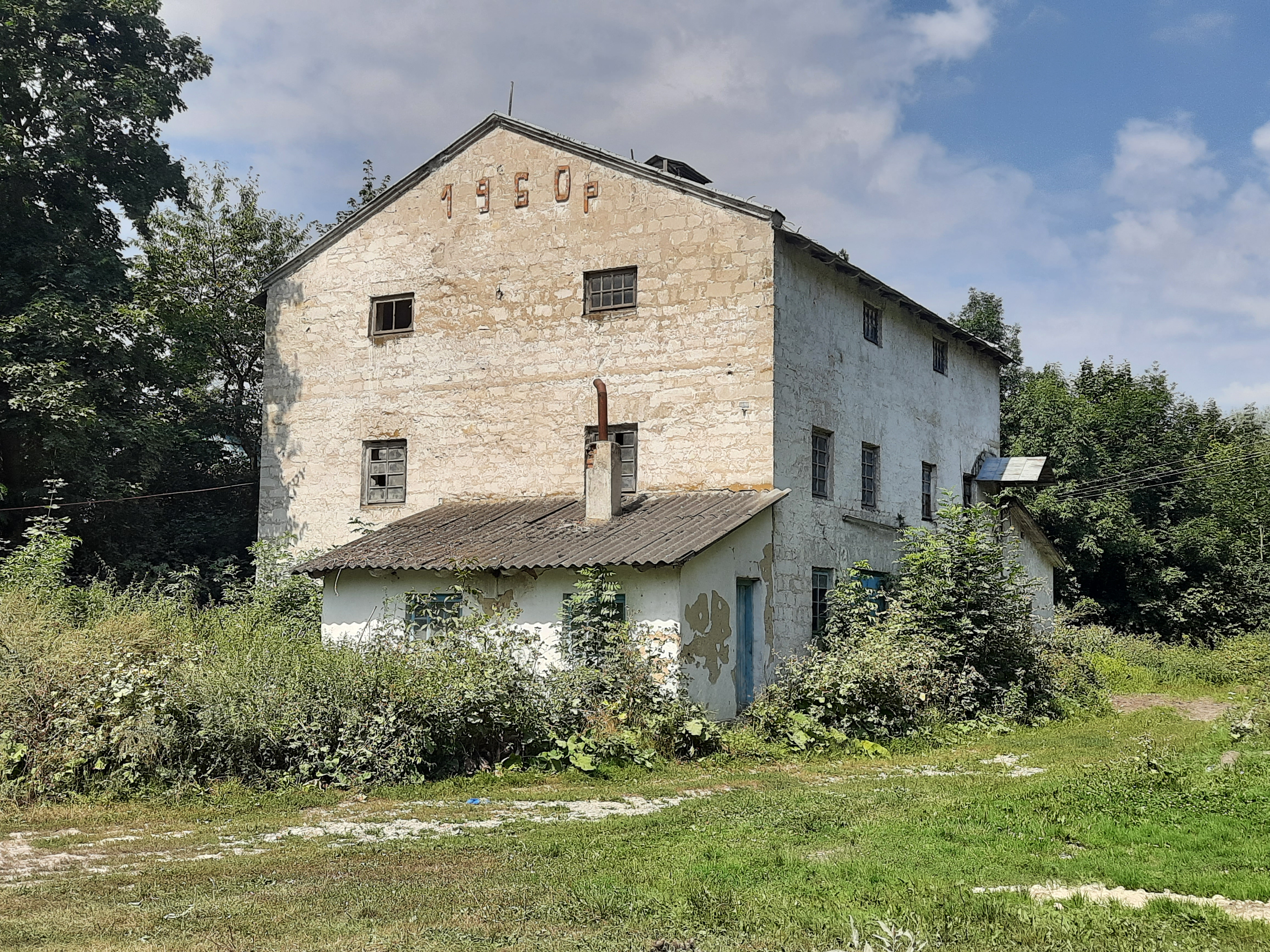
Млин

Ридо́миль — село в Україні, у Почаївській міській громаді Кременецького району Тернопільської області.  
Дворів - 611. Населення - 1630 осіб (2014 р.).

## Географія
Село Ридомиль знаходиться за 2 км від правого берега річки Іква, на відстані 3 км від села Розтоки. Селом протікає пересихаючий струмок.

## Герб
На  золотому  полі  зображено  найдавнішу  збережену  пам’ятку  села – церкву  Святої  Великомучениці  Параскеви  П’ятниці  (1780 р.). На  синьому  полі  зображено  серп  з  трьома  колосками, адже  землеробство  було  основним  заняттям  жителів  села.

## Історія
На  території села  були  виявлені  археологічні  пам'ятки  епохи  неоліту, поховання  культури  кулястих амфор  та  залишки городища  часів  Галицько-Волинського  князівства. 

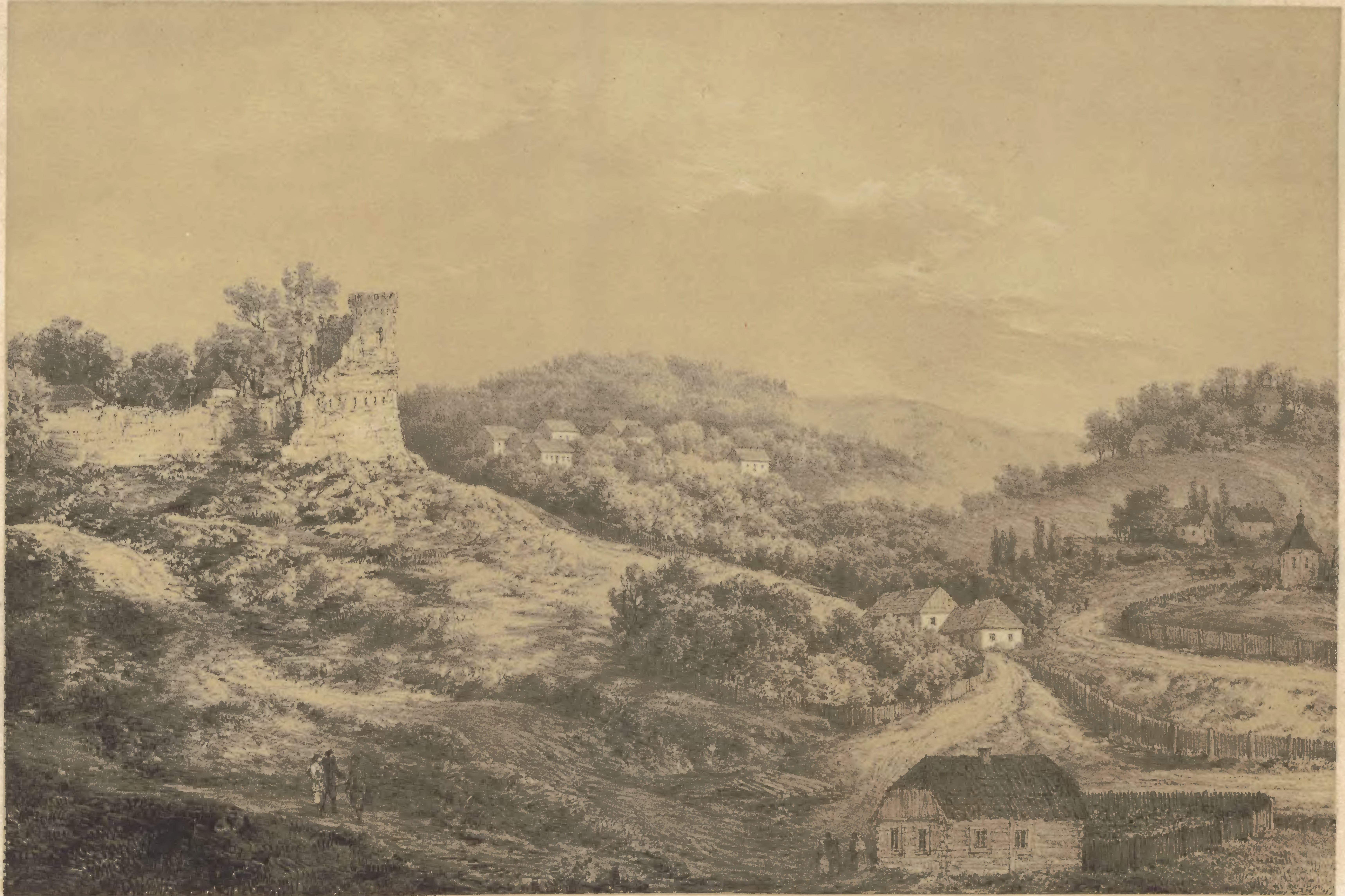
Руїни замку у Ридомлі наприкінці ХІХ ст.

У 1430 р. село під владою Великого князівства Литовського, після Люблінської унії 1569 р. - у складі Речі Посполитої. 
Перша  писемна згадка  про  Ридомиль  датована  1430  р.  як  маєток  Івана  Мукосієвича. 1463  р. село  й  замок належали  князю  Солтану Збаразькому. 1545  р.  власником був  Семен  Цата. В 1583  р.  від села  платив  побір Юрій  Гойський  від 49  димів, 27  городників, 2 вальних  коліс, 1 попа. 1637  р.  княжна Раїна  Соломерецька  подарувала маєток  і  давній замок  в  Ридомлі  князю  Миколаю  Чарторийському. Після  Чарторийських власниками  села  в 1812  р.  стали  Ржищевські. 
Уже  в  XV  ст.  у  Ридомлі існував  замок  для захисту  від  татар. Магнат Чарторийський  на  старому замчищі  в  XVII  ст. спорудив  кам’яний  замок. У XVIII ст. замок  втратив  своє  оборонне значення  й  перейшов у  запустіння. 
На  кошти парафіян  1780  р.  зведено  дерев’яну церкву  Святої  Великомучениці  Параскеви П’ятниці. Після припинення  епідемії  холери в  1873  р.  побудовано  каплицю Марії  Магдалини. 

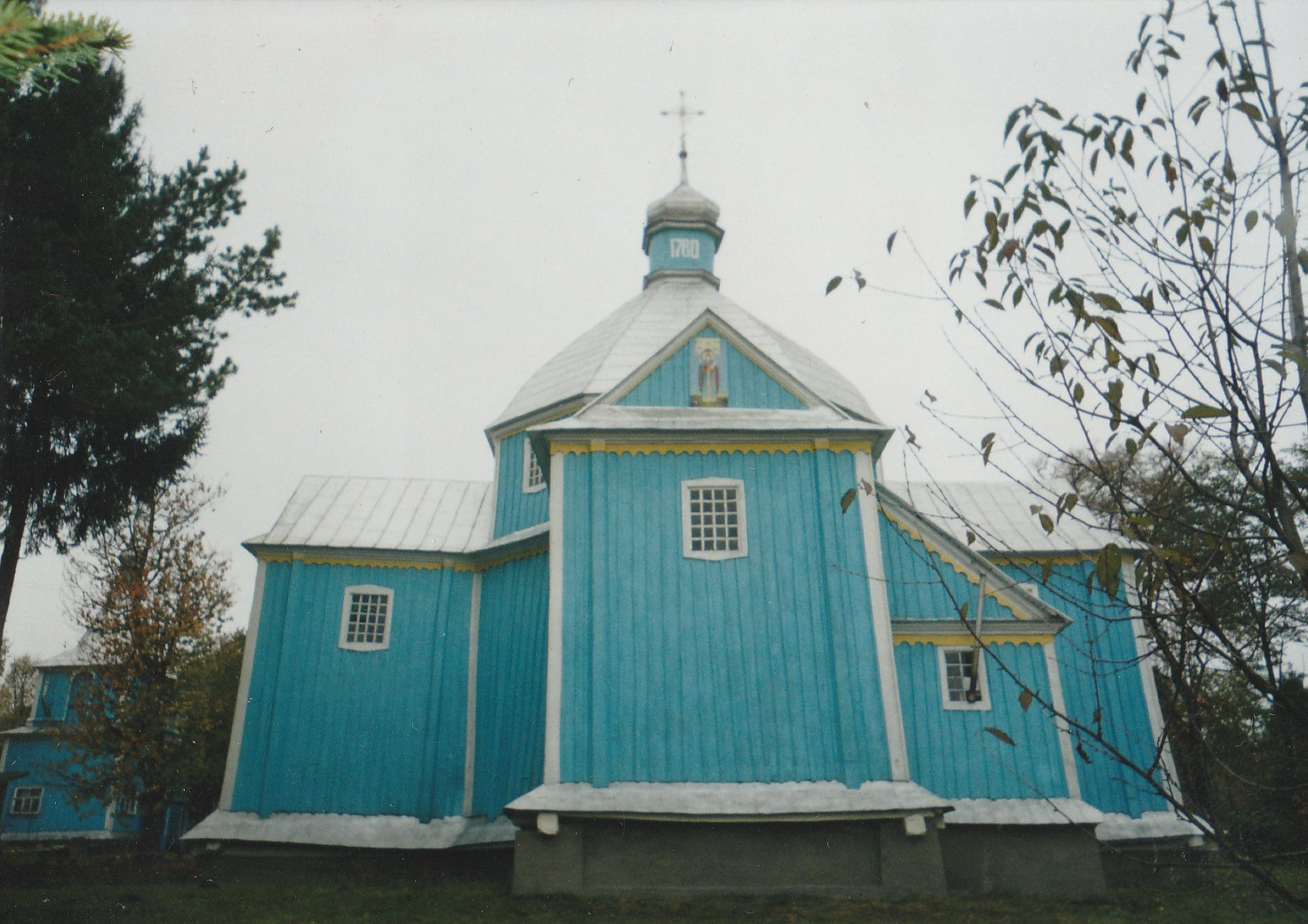
Церква Святої Великомучениці Параскеви П'ятниці

Після  третього поділу  Речі  Посполитої 1795  р.  Ридомиль – у складі  Російської  імперії. Від 1869  р.  в селі  діяла  церковно-парафіяльна  школа. 1884 р.  відкрили  однокласне сільське  училище. У  1885 р.  в  Ридомлі було  206  дворів, 1480 жителів, православна  церква, каплиця, школа  та  два млини. 
За  переписом 1911  р.  в  селі  було 2948  жителів, однокласна  школа, фельдшерський  пункт, дві крамниці, горілчана  крамниця, кредитове  товариство, земська  випозичальня сільськогосподарських  машин. Найбільшому  землевласнику Марії  Ржищевській  належало 310  десятин  землі.
Під  час Першої  світової  війни, перебуваючи  в  прифронтовій смузі, у  селі  було знищено  посіви  на значних  площах, побито  багато худоби. Частину  жителів  евакуювали в  східні  губернії. Воїни, які  загинули на  території  Ридомля, були поховані  біля  церкви. 
У  березні 1918  р.  ридомильські селяни  розгромили  маєток поміщика  Аполлінарія  Бончковського, поділили  між собою  землю  й почали  вирубувати  ліс. 1919 р.  в  селі діяв  загін  самооборони, який  мав збройні  сутички  з  підрозділами  польського війська. 
Восени  1920 р.  у  Ридомлі встановлено  польську  владу. 1921 р. в селі було 542 будинки та 2972 жителі. За часів  Польщі  кількох селян  заарештували  й відправили  в  концтабір Березу  Картузьку, де  їх замучили. Протягом 1920-1930-х  рр. діяли  «Просвіта», «Союз  українок» та  інші  товариства. 1935  р. відкрили семирічну  школу з  польською  мовою навчання.  
На 1936 рік село входило до ґміни Старий Олексинець Кременецького повіту.
На  початку Другої  світової  війни у  вересні  1939 р.  в  Ридомлі встановили  совєтську  владу. У селі  відкрили  клуб, бібліотеку, школу  для ліквідації  неписьменності  серед населення. Весною  1940  р. було  організовано  колгосп  імені Ворошилова. Органи  НКВС  заарештували кількох  ридомильців, зокрема  членів ОУН. 
На  початку 1940  р.  село Ридомиль  увійшло  до Почаївського (з  1963 р. - Кременецького)  району  Тернопільської  області. 
Від  липня 1941  р.  до 7  березня  1944 р.  село – під  німецькою окупацією. Нацисти заарештували  голову  колгоспу, бригадирів, сільських  активістів та  інших, яких  згодом розстріляли  у  Кременці. На примусові  роботи  до Німеччини  вивезли  близько 100  юнаків  та дівчат. За  німецької  окупації чимало  ридомильців  приєдналися до  ОУН  і УПА.   

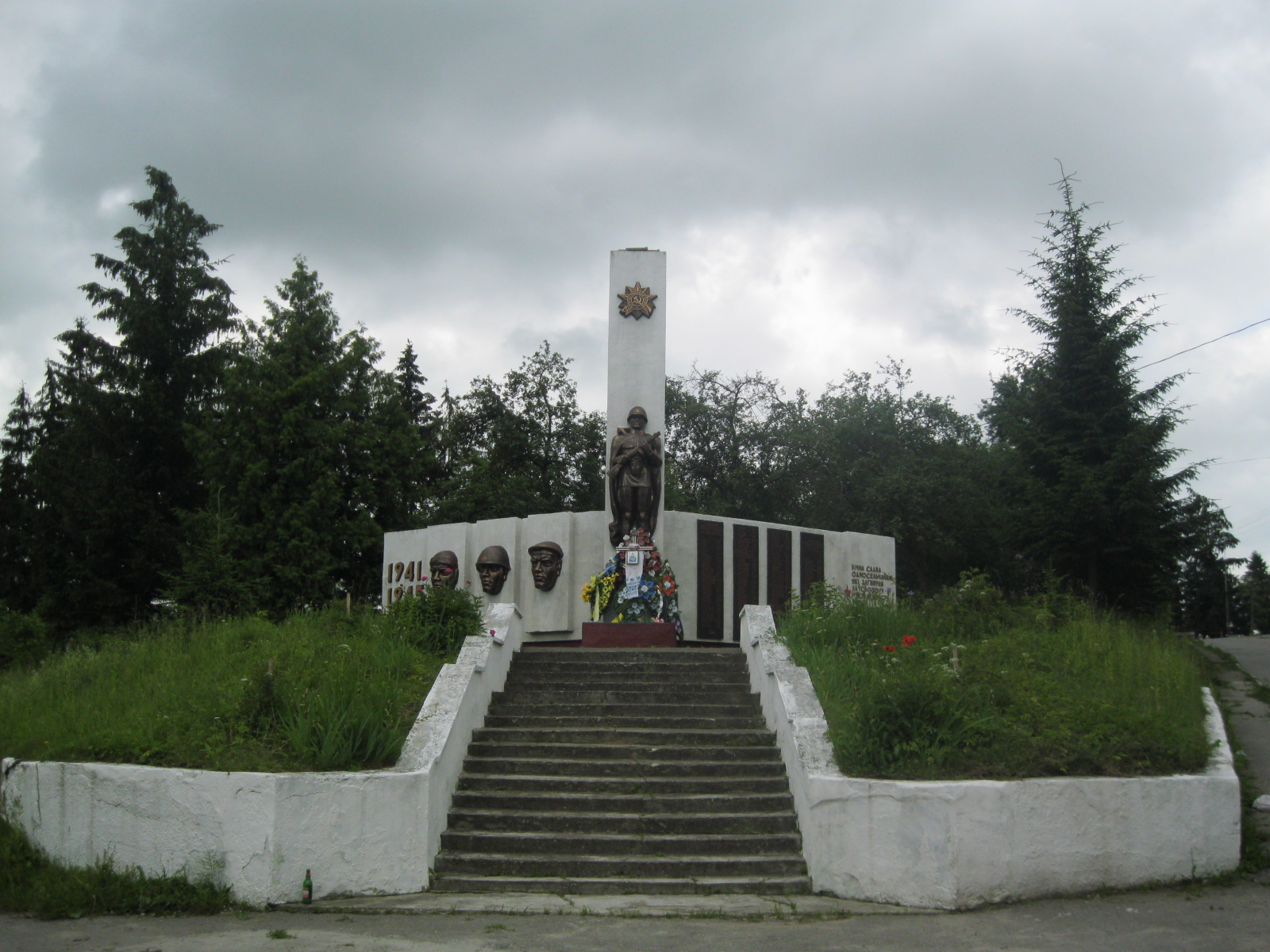
Пам'ятник односельцям, які загинули в роки Другої світової війни

Після  другого приходу  совєтської  влади весною  1944  р.  до  Червоної армії  було  мобілізовано понад  500  місцевих жителів. На  фронтах  німецько-совєтської  війни 98  чоловік  загинули й  46  пропали безвісти, подальша  доля  ще 2  осіб  невідома. 
Весною  1944 р.  у  Марцинишиному яру  чекістами  були розстріляні  воїни  УПА і  мирні  жителі села. Впродовж  1944–1949  рр. совєтські  каральні  органи здійснювали  арешти  ридомильців, переважно  членів ОУН  та  вояків УПА. Їхні  та  інші сім’ї,  запідозрені  у зв’язках  з  повстанцями, вивезли  у концтабори  в  Сибір. 
Після  війни поновили  роботу  клуб, бібліотека, школа, медпункт, запрацювало  сільське  споживче товариство. 1950  р. колгоспи  імені Ворошилова (1948 р.), Ковпака та  «Більшовик» (1949 р.)  об’єднали  в одну  сільськогосподарську  артіль «Більшовик». У  селі  спорудили млин (1960 р.), лікарню (1965 р.) та  школу (1970 р.). На  початку 1960-х  рр.  село електрифікували. 
1973  р.  у  Ридомлі нараховувався  721  двір та  2790  мешканців. У селі  діяла  середня школа, клуб, бібліотека, дільнична лікарня, дитячий  садок, п’ять  магазинів, побутовий  комбінат та  відділення  зв’язку. Пізніше  побудували адміністративний  будинок  та Будинок  культури. Пам’ятник  односельцям, які  загинули в  роки  Другої світової  війни, спорудили  у 1985  р.
Від  1991 р.  Ридомиль – у  складі незалежної  України. У  селі заасфальтували  сільські  вулиці, провели  нову телефонну  лінію. З  2012 р.  село  газифіковано. 
Колгосп  «Більшовик» 1992  р.  було  перетворено  на  АПТ «Ридомиль». З  2010 р.  селяни здають  приватні  паї  в  оренду ПП «Агро-Експрес-Сервіс». 
Громада  ХВЄ  у  1991 р.  побудувала  Дім  молитви. 

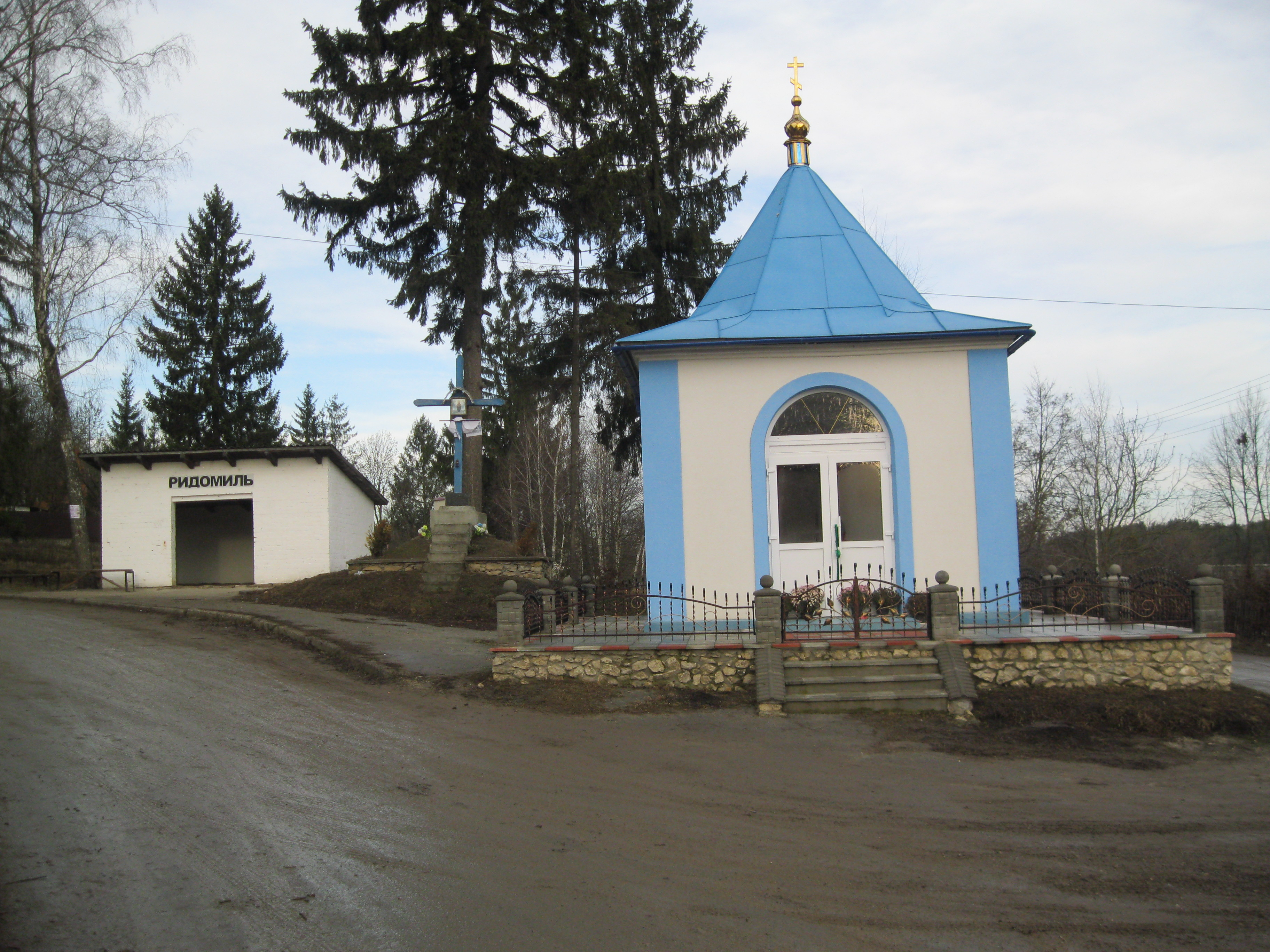
Автобусна зупинка. Пам'ятний хрест борцям за волю України. Каплиця Марії Магдалини

У  2014 р.  в  Ридомлі було  611  дворів та  1630  осіб. Працювали  ЗОШ І-ІІІ  ступенів, Будинок  культури, бібліотека, амбулаторія  загальної практики  сімейної  медицини, геріатричне  відділення Кременецького територіального  центру  соціального обслуговування  населення, відділення  зв’язку, торгово-розважальний  комплекс ПП «Метро», торгові  заклади. Діяло  КП «Надія», до  якого належали  млин  та пилорама. 
Пізніше  в селі  було  відкрито аптеку №2 (2015 р.), кафетерій «Версаль» (2017 р.), дитячий майданчик (2018 р.), проведено Інтернет  «Укртелеком» (2018 р.). 
12 червня 2020 року, відповідно до розпорядження Кабінету Міністрів України № 724-р «Про визначення адміністративних центрів та затвердження територій територіальних громад Тернопільської області», увійшло до складу Почаївської міської громади. 
19 липня 2020 року, в результаті адміністративно-територіальної реформи та ліквідації Кременецького (1940-2020) району, село увійшло до складу новоутвореного Кременецького району.
Учасниками  російсько-української  війни (АТО/ООС) з  2014 р. до 2022 р.  стали  10 ридомильців. 

## Населення
У 2001 р. в селі проживало 1926 осіб.
Мовний склад населення села за даними перепису населення 2001 року
| Мова       | Число ос. | Відсоток |
| ---------- | --------- | -------- |
| українська |           | 99,79    |
| російська  |           | 0,16     |
| молдовська |           | 0,05     |

## Пам'ятки

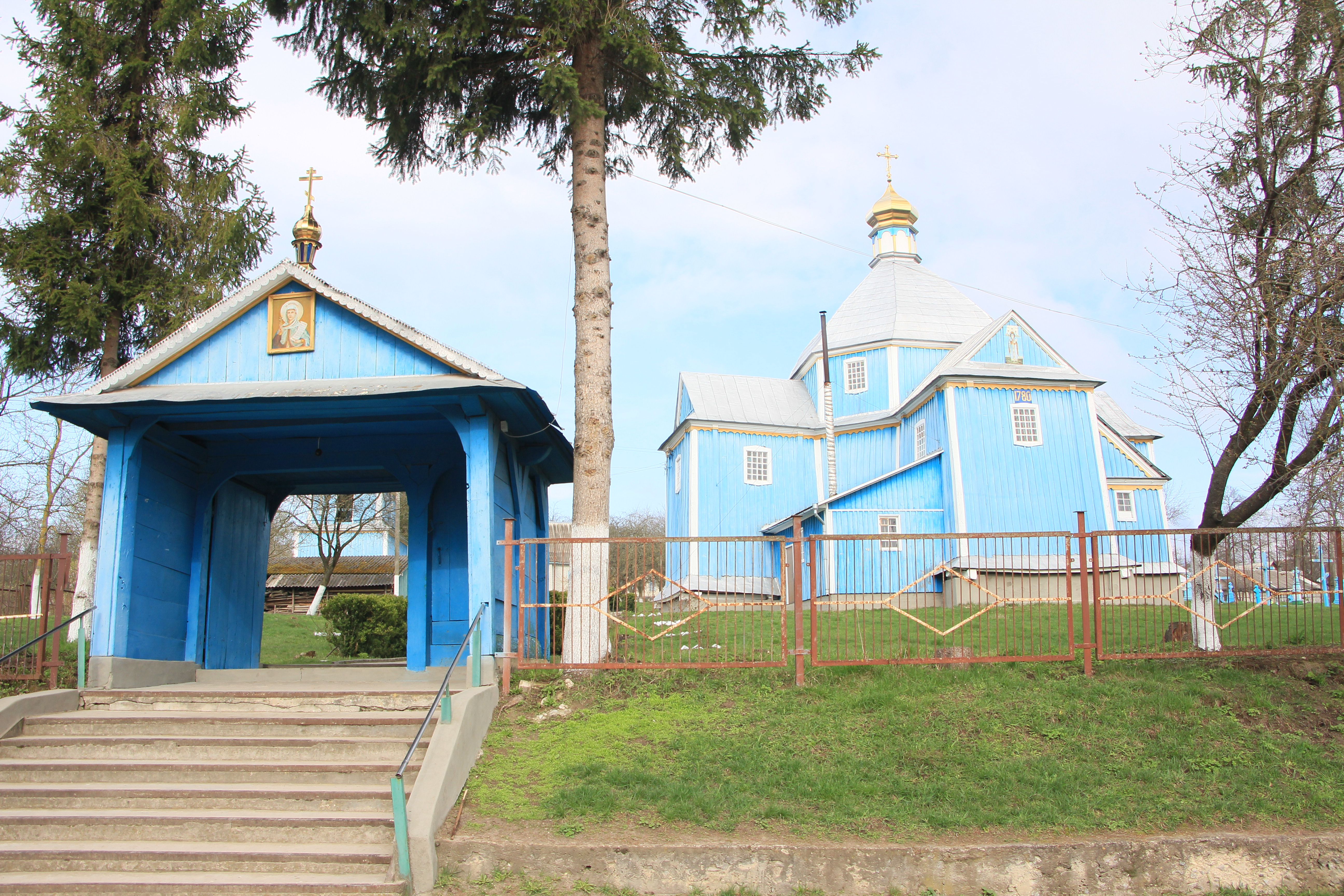
Дерев'яна церква

- Церква  Святої  Великомучениці  Параскеви  П’ятниці (1780 р.)
- Каплиця Марії Магдалини (1873 р.)
- Поховання  воїнів  Першої  та  Другої  світових  воєн, які  загинули  на території села
- Могила  вояків  УПА (перепоховання  1992 р.)
- Пам’ятник  односельцям, які  загинули в  роки  Другої світової  війни (1985 р.)
- Пам’ятний  хрест  борцям  за  волю України  (2002 р.)

## Соціальна сфера

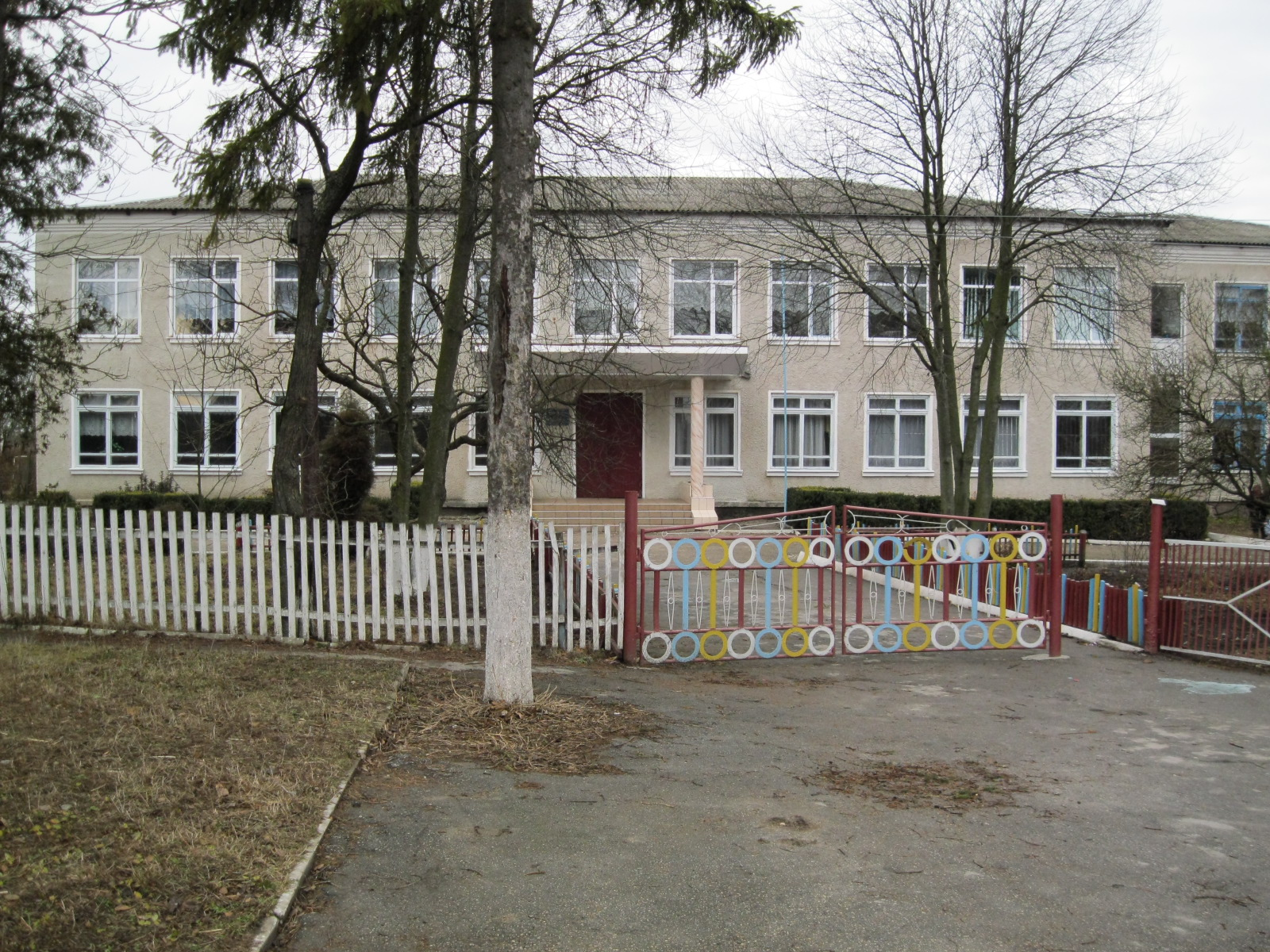
Школа

- Загальноосвітня школа І-ІІІ ступенів
- Будинок культури
- Бібліотека
- Амбулаторія загальної практики сімейної медицини
- Відділення зв'язку
- Аптека
- Торгові заклади

## Релігійні  громади
- Парафія  Святої  Великомучениці  Параскеви  УПЦ (МП)
- Церква  християн  віри  євангельської

## Видатні люди
Уродженець села Адам Мушкет служив матросом на крейсері "Аврора" в місті Петроґрад (нині Санкт-Петербурґ, Росія) і був учасником штурму Зимового палацу під час Жовтневого перевороту 1917 р.
У селі народилися художник, майстер сакрального мистецтва Павло Бас (1960 р.н.), громадський діяч, голова сільської ради (1958-1960, 1966-1990), краєзнавець Павло Левандовський (1930 р.н.), художник, майстер декоративно-прикладного і сакрального мистецтва, дизайнер інтер'єрів Василь Митрога (1949 р.н.), громадсько-політичний діяч Ростислав Сторожук (1957 р.н.). 
- Кулініч Ігор Іванович (1994—2022) — майор Збройних сил України, учасник російсько-української війни.
- Кучер Петро Іванович (1979-2022) - старший сержант Збройних сил України, учасник російсько-української війни.
- Михальчук Андрій Петрович (1992—2022) — старший солдат Збройних сил України, учасник російсько-української війни.